# Tron (игра)
Tron — аркадная компьютерная игра, разработанная в 1982 году, производимая и распространяемая Bally Midway. Она основана на фильме Walt Disney Productions «Трон», который был выпущен в том же году. Игра состоит из четырёх подигр, вдохновлённых событиями научно-фантастического фильма. В ней присутствуют некоторые персонажи и оборудование из фильма, например, световые мотоциклы, боевые танки и Башня ввода-вывода. Доход от игры превысил изначальный доход от фильма.
В 1983 году Midway выпустила продолжение Discs of Tron, которое было вдохновлено боями из фильма, в которых происходило бросание диска. Другим продолжением стала компьютерная игра 2003 года Tron 2.0. 10 января 2008 года игра была выпущена для Xbox Live Arcade под брэндом Disney Interactive.
В фильме 2010 года «Трон: Наследие» игровой автомат с этой игрой появляется в одном из эпизодов. Он описывается как производимый компанией ENCOM International, а не Bally Midway. Он также присутствует на промосайте «ENCOM International».

## Описание

### Игровой автомат
Игра поставлялась в трех видах игровых автоматов: обычный вертикальный, мини вертикальный и горизонтальный. Дизайн вертикального автомата связан с фильмом. Его особенностью являются два источника подсветки и нарисованные на нём флюоресцентной краской линии, напоминающие голубые и красные цепи микросхем из фильма «Трон». В затемненной комнате игровых автоматов линии светились.
Во всех автоматах присутствует джойстик с 8 направлениями для движения, одной кнопкой для стрельбы или управления скоростью и вращающийся диск для управления направлением огня (такой же набор элементов управления использовался в Kozmik Krooz'r, другой игре Midway.

### Игровой процесс
Игрок принимает роль одного из персонажей фильма «Трон» и должен пройти четыре подигры, в каждой из которых есть 12 уровней с возрастающей сложностью. Уровни названы в честь языков программирования, в частности «BASIC», «RPG», «COBOL», «FORTRAN», «SNOBOL», «PL1», «PASCAL», «ALGOL», «ASSEMBLY», «OS», «JCL» и «User» (после этого ещё раз повторяется «User»). Прежде чем пройти на новый уровень, необходимо закончить все под-игры на текущем уровне.

## Восприятие
| Сводный рейтинг | Сводный рейтинг |
| Агрегатор       | Оценка          |
| --------------- | --------------- |
| GameRankings    | 42,00 %         |

Игре Tron журналом Electronic Games была присвоена награда «Coin-Operated Game of the Year».